# Cléville, Seine-Maritime

Cléville este o comună în departamentul Seine-Maritime, Franța. În 1 ianuarie 2022 avea o populație de 139 de locuitori.